# Parque nacional Bingera
El parque nacional Bingera (en inglés, Bingera National Park) es un parque nacional de 54 kilómetros cuadrados en Queensland, Australia.

## Ubicación
Se encuentra en la región de Wide Bay-Burnett, en Sunshine Coast, a unos 280 km al norte de Brisbane y 260 km al sureste de Rockhampton. Desde Bundaberg se pasa por el parque nacional después de unos 22 kilómetros, por la autopista Isis en dirección sur. No hay instalaciones para visitantes.
En los alrededores se encuentran los parques nacionales Burrum-Coast y Cordalba.

## Fauna
Se protegen los humedales costeros relativamente no perturbados por la civilización.
El parque alberga numerosas especies de ranas, aves, reptiles y mamíferos, entre ellos el murciélago de hocico pequeño (Chalinolobus picatus), de la familia de los murciélagos de nariz lisa, en peligro de extinción, y los koalas.
Entre las aves, son comunes el filemón chillón, el melero pardo (Lichmera indistincta) y el picanzo gris (Colluricincla harmonica).